# قایق توپ‌دار کلاس یورکتون
قایق توپ‌دار کلاس یورکتون (به انگلیسی: Yorktown-class gunboat) یک کلاس از قایق‌های توپ‌دار است که طول آن ۲۴۴ فوت ۵ اینچ (۷۴٫۵۰ متر) می‌باشد.